# Cidade Branca de Tel Aviv

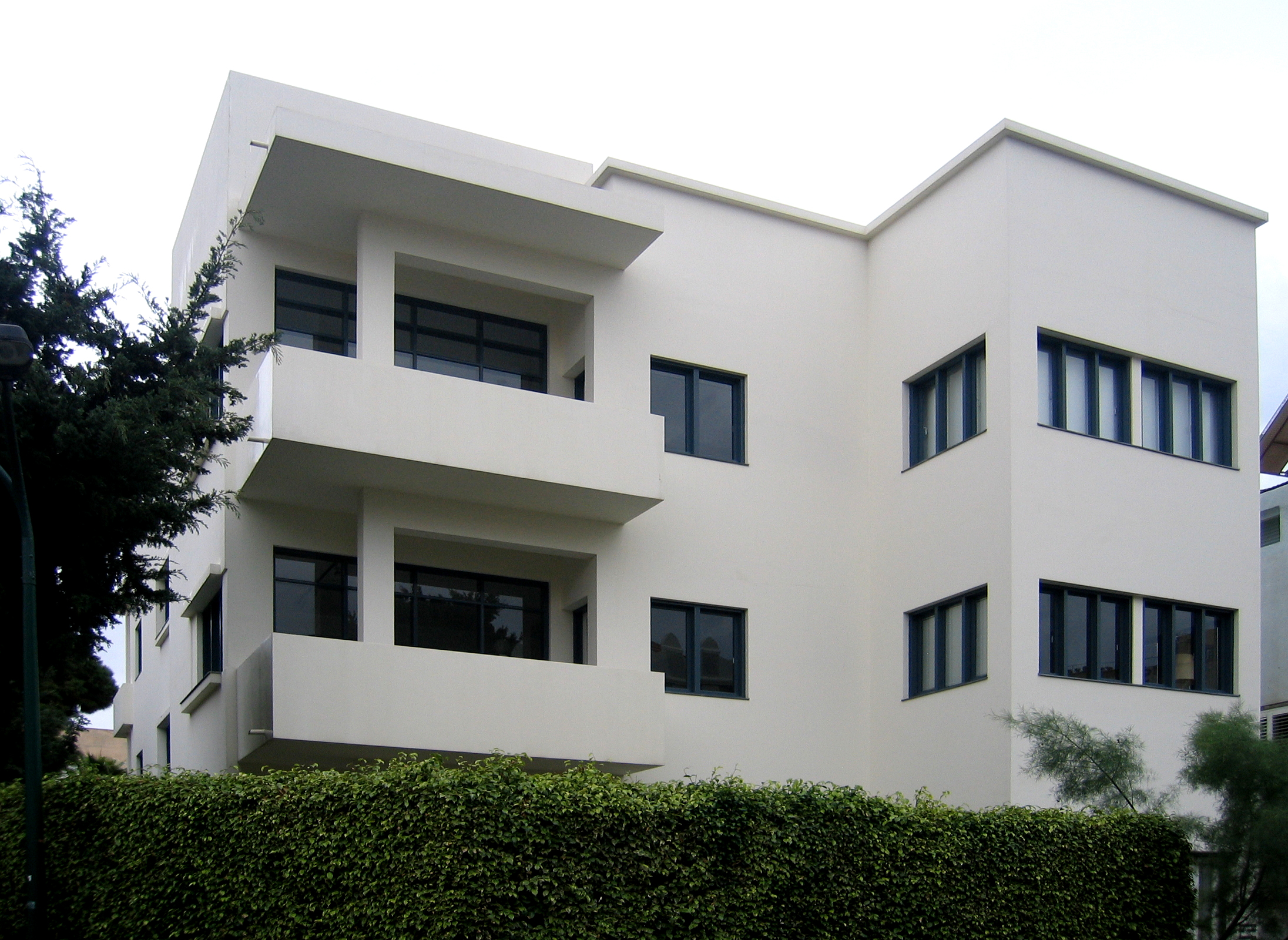
Museu Bauhaus em Tel Aviv

A Cidade Branca de Tel Aviv é a maior concentração do mundo de prédios no "International Style", mais conhecido como "Estilo Bauhaus".
Tel Aviv é a cidade com mais arquitetura da escola de Bauhaus. Há mais edifícios construídos segundo o estilo Bauhaus que em qualquer outro lugar do mundo, incluindo qualquer cidade alemã. O estilo foi levado na década de 1930 por arquitectos judeus europeus que fugiram do regime nazi. Desde 2003, a zona da cidade conhecida como Cidade Branca foi declarada Património Mundial pela UNESCO, sendo mais de 1500 os edifícios International Style contabilizados e sujeitos a diversos planos de restauração e preservação.
Apesar de terem surgido novos estilos arquitectónicos – incluindo modernos arranha-céus – o modelo dominante de Tel Aviv quando vista do ar e ainda a profusão de "pequenos edifícios com forma de caixas e tecto branco" que reflectem a tradição Bauhaus da arquitectura modernista da cidade.

## Galeria

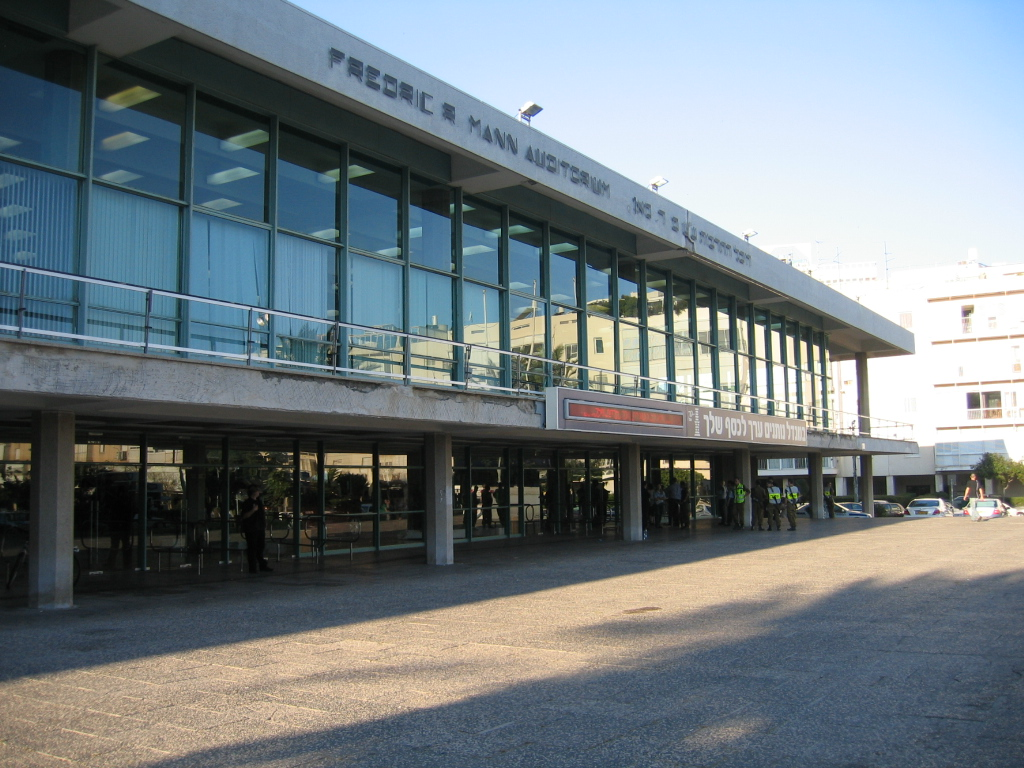
Auditório Fredric R. Mann
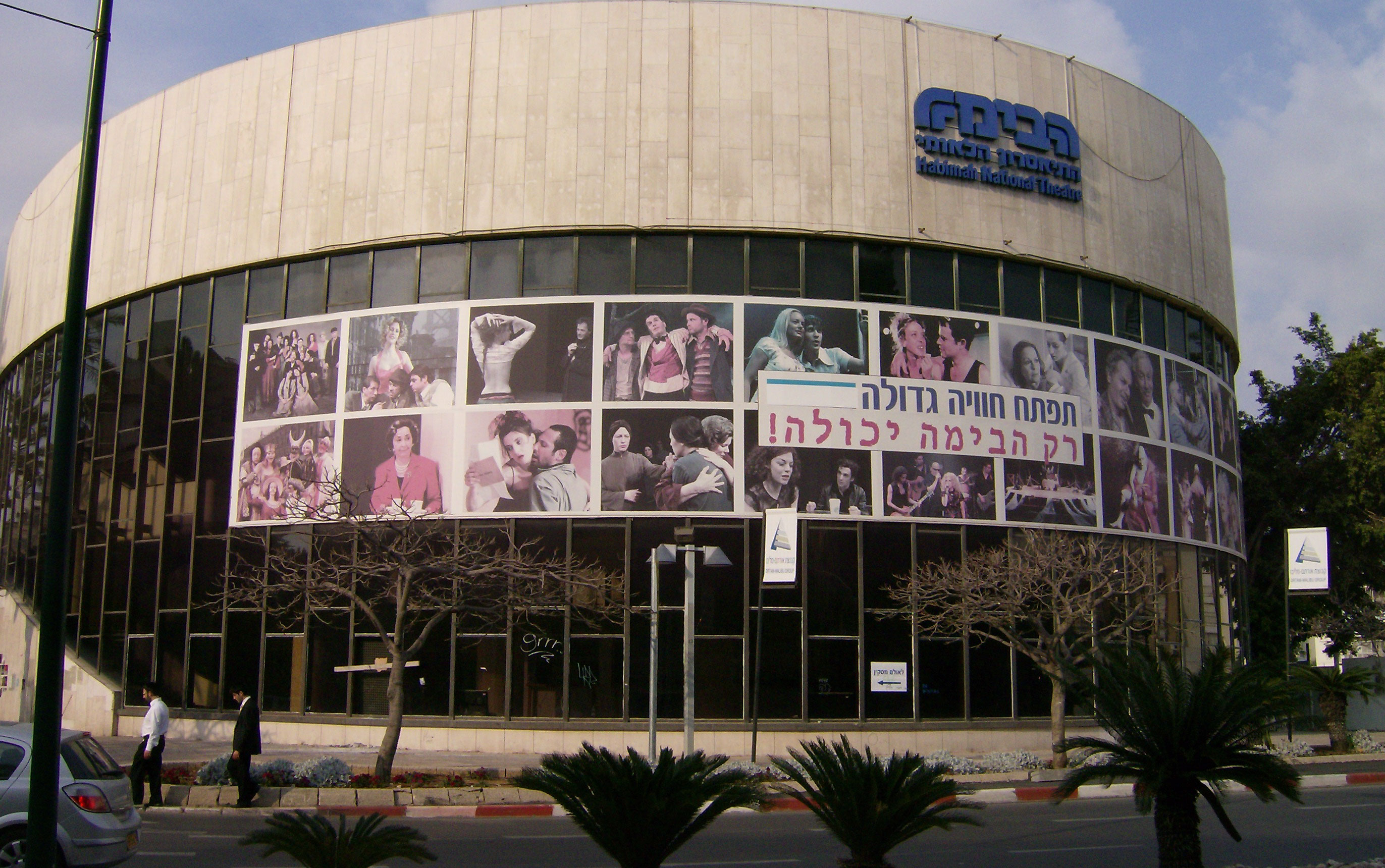
Teatro Habima

## Ver Também
- International style (arquitetura)
- Tel Aviv

## Ligações Externas
- Lista de Arquitectura no Estilo Bauhaus em Tel Aviv